# Androgeos
Androgeos (Oudgrieks: Ἀνδρόγεως) was de zoon van de Kretenzische koning Minos en zijn vrouw Pasiphaë, dochter van Helios.
De moord op Androgeos was de aanleiding voor een oorlog tussen Kreta en Athene, die eindigde met de overgave van Athene: zij moesten voortaan elk jaar zeven jongens en zeven meisjes naar Kreta sturen die aan de Minotaurus werden geofferd.
De moord kan gepleegd zijn door jaloerse atleten tijdens de Panathenaeën. Androgeos won de Panathenaeën, waarna de andere atleten hem vermoordden. Het is ook mogelijk dat koning Aigeus hem vermoordde uit angst voor een complot tegen hem. Een derde optie is dat Androgeos omkwam tijdens zijn jacht op de stier van Marathon.
Androgeos zou de vader zijn van Sthenelus en Alcaeus.